# Suối Thôn
Suối Thôn (tên khác: suối Cái) là một con suối đổ ra Sông Bé. Suối có chiều dài 21 km và diện tích lưu vực là 127 km². Suối Thôn chảy qua các tỉnh Bình Phước, Bình Dương.